# Francisco Serrano
Niektóre z zamieszczonych tu informacji wymagają weryfikacji.
 Po wyeliminowaniu niedoskonałości należy usunąć szablon {{Dopracować}} z tego artykułu.
Francisco Serrano y Domínguez (ur. 17 grudnia 1810 w San Fernando koło Kadyksu w Andaluzji, zm. 26 listopada 1885 w Madrycie) – książę de la Torre, hrabia San Antonio, hiszpański generał i polityk, w latach 1869–1870 regent Hiszpanii, ostatni prezydent Pierwszej Republiki Hiszpańskiej.
Francisco Serrano y Domínguez karierę rozpoczął jako adiutant generałów Miny i Valdésa na północy kraju. Szybko wspinał się po szczeblach awansów, wyróżniając się szczególnie w akcjach przeciwko powstańcom karlistowskim. W 1839 został pułkownikiem, a w 1840 został mianowany marszałkiem polnym. Trzy lata później, kiedy Izabela II doszła do pełnoletniości, Serrano objął tekę ministra wojny. Przyszły prezydent, wedle wiarygodnych plotek, został kochankiem królowej. Nazywano go żartobliwie Generał Piękny.
W 1847 Franciszek de Asís Burbon, mąż królowej, zaczął okazywać gwałtowną zazdrość. Rząd poczuł się w obowiązku oddalić Serrano z dworu, gdyż król zagroził, że w przeciwnym wypadku on odejdzie. W związku z tym Serrano został mianowany generałem kapitanem w Grenadzie. Po kilku miesiącach zrezygnował z tego stanowiska, wymawiając się słabym zdrowiem, by zamieszkać posiadłości, jaką miał w okolicach Jaén.
29 września 1850 ożenił się z Antonią Domínguez y Borrell. Para doczekała się trójki dzieci.
Serrano został wysłany ze swoją pierwszą misją dyplomatyczną do Francji, gdzie przebywał dziesięć miesięcy. W czasie krótkiego czasu, spędzonego w Paryżu, Serrano nie nabrał ochoty do dyplomacji. Interesowała go bardzo wówczas zagmatwana raczej polityka wewnętrzna na Półwyspie Iberyjskim. W 1859 mianowano go generałem kapitanem Kuby. W 1862 został uhonorowany przez króla tytułem księcia de la Torre. Arystokracja hiszpańska urządziła wówczas wielką manifestację na jego cześć. W 1860 na świat przyszła córka marszałka Conchita.
Gdy wybuchła rewolucja Serrano wraz z Primem, Topetem oraz innymi wyższymi wojskowymi ogłosili słynny manifest Hiszpania z honorem. Madryt przyjął księcia de la Torre jak bohatera po jego zwycięstwie nad siłami rojalistów pod Alcoleą. Gdy 8 października ukonstytuował się rewolucyjny Rząd Tymczasowy Serrano został prezydentem. 25 lutego 1869 został wyniesiony na stanowisko regenta królestwa z prawem do tytułu Jego Wysokości. Regencja skończyła się gdy na tronie zasiadł Amadeusz Sabaudzki.
3 stycznia 1874 generał Pavía siłą rozwiązał kongres, a następnego dnia ukonstytuował się rząd pod wodzą księcia de la Torre, który, chociaż oficjalnie opowiadał się za republiką, nie przestał być instrumentem w rękach oligarchii przygotowującej restaurację dynastii Burbonów. Tym razem Serrano nie miał prawa do tytułu Jego Wysokości. Mówiono, że prezydent postępuje zgodnie z poleceniami swojej żony.
Sytuacja polityczna w dalszym ciągu była zagmatwana i nieustabilizowana. Generał Serrano w ciągu roku musiał zmienić cztery razy ekipę rządzącą. 29 grudnia 1874 generał Martínez Campos proklamował wobec uzbrojonego wojska restaurację monarchii w osobie Alfonsa XII, syna Izabeli II. Prezydent Serrano, znajdujący się na froncie północnym, ogłosił rezygnację z władzy i udał się do Francji. Były prezydent dla zachowania pozorów trzymał się z dala od monarchii przez kilka miesięcy, ale w końcu pogodził się z faktami i postanowił poznać króla, syna swojej dawnej kochanki. Generał przez pewien czas zachował przywództwo partii liberalnej, ale potem Alfons XII powierzył liberałowi Sagacie utworzenie rządu. Książę de la Torre poczuł się znieważony i postanowił utworzyć grupę pod nazwą Lewica Dynastyczna. Niezdecydowana postawa ideologiczna naraziła go na pretensję ze strony członków jego partii.
Serrano zmarł następnego dnia po śmierci Alonsa XII. Śmierć króla sprawiła, że odejście księcia de la Torre przeszło niemal niezauważone. Na jego pogrzebie zabrakło honorów należnych dawnemu szefowi państwa, a nawet tych, które należały mu się jako wojskowemu.
W późniejszym czasie szczątki Francisco Serrano y Domínguez, księcia de la Torre, dwukrotnie szefa państwa hiszpańskiego, zostały ekshumowane z grobowca rodzinnego i przeniesione z wszelkimi należnymi honorami do kaplicy królewskiego kościoła Świętego Hieronima w Madrycie.

## Odznaczenia
- Order Złotego Runa (1866)[1]
- Order Świętego Ferdynanda I, II i III klasy[2]
- Order Karola III I klasy[2]
- Order Izabeli Katolickiej I klasy[2]
- Order Świętego Hermenegilda I klasy[2]
- Order Świętego Aleksandra Newskiego I klasy[2]
- Order Konstantyński Świętego Jerzego I klasy[2]
- Order Świętych Maurycego i Łazarza I klasy
- Order Annuncjaty
- Order Wieży i Miecza I klasy z łańcuchem
- i wiele innych[2]